# 刘子厚
刘子厚（1909年12月27日—2001年12月22日），原名刘文忠，化名马致远。河北省任县劉家屯人。中华人民共和国政府官员，他先后曾担任中国共产党第八届中央委员会候补委员，第九、十、十一届中央委员会委员，第六届全国政协常委。曾经作为代表参加第二、三、四、五届全国人民代表大会。

## 生平
刘子厚于1927年6月读中学时开始参加秘密革命，1929年参加中国共产党，并担任中共任县县委书记。从事地下工作，先后担任中共冀南滏西特委的特派员、组织部部长、军事部部长、滏西特委书记。
1935年，刘子厚发动冀南农民暴动，成立了中国工农红军平汉线游击队并担任队长。1936年，游击队扩大为华北人民抗日救国军第一师，刘子厚担任师长和中共中央北方局兵运领导小组副组长。救国军受挫后向南运动，加入豫鄂边区根据地，刘子厚任中共鄂豫边省委统战部部长，1937年，担任中共豫南特委统战部部长。1941年，担任新四军第五师第二纵队政治委员兼鄂豫边区行政公署副主任。1945年，先后担任鄂西北行政公署副主任，中共鄂西北区第四地委书记兼鄂西北军区第四分区政治委员，中共鄂豫区党委副书记兼鄂豫行政公署主任，中共湖北省委组织部部长等职。
中华人民共和国成立后，刘子厚担任中共湖北省委副书记兼湖北省人民政府副主席，后升任为中共湖北省委第二书记兼湖北省省长。1956年1月，调任三门峡工程局局长兼书记，主持修建三门峡水库。
1958年4月，担任中共河北省委第二书记兼河北省省长，当时河北省委书记林铁经常生病，实际基本由刘子厚一人主事，1966年8月，他正式兼任河北省委书记。由于他喜爱河北梆子，在当时隶属河北省的天津市主持成立了《小百花河北梆子剧团》，对宏扬河北梆子剧种起到很大的作用。
1967年，李雪峰主持河北工作，鼓励学生造刘子厚的反，刘只担任河北省革命委员会副主任。林彪事件后，李雪峰被牵连撤职，对刘子厚，毛泽东认为他是“上贼船容易下贼船难”，但经过检查后过关，1971年5月，接任河北省革命委员会主任。
刘子厚担任革命委员会主任期间，权力集中，他也执行了文化大革命的许多错误路线，在唐山大地震后，拒绝一切外部援助，坚持“自力更生”，致使唐山恢复重建缓慢。打击沧州提出注意地下水漏斗出现的水文地质技术人员，称：“我就不信水还会漏到美国去！”
邓小平主持工作后，1979年12月，刘子厚被调离河北，名义上担任国家计委第八副主任，实际没有任何工作，92岁在北京去世。
| 中国共产党职务                   | 中国共产党职务                                                              | 中国共产党职务                     |
| -------------------------------- | --------------------------------------------------------------------------- | ---------------------------------- |
| 前任： 马国瑞                    | 中国共产党河北省委员会第二书记 1964年3月－1966年8月                         | 繼任： 郑三生                      |
| 前任： 林铁                      | 中国共产党河北省委员会第一书记 1966年8月－1979年12月                        | 繼任： 金明                        |
| 中華人民共和國政府职务           |                                                                             |                                    |
| 前任： 李先念                    | 湖北省人民政府主席 1954年8月－1955年1月                                     | 繼任： 刘子厚 湖北省人民委员会省长 |
| 前任： 刘子厚 湖北省人民政府主席 | 湖北省人民委员会省长 1955年1月－1956年1月                                   | 繼任： 张体学                      |
| 前任： 林铁                      | 河北省人民委员会省长 1958年4月－1967年1月                                   | 繼任： 李雪峰 河北省革命委员会主任 |
| 前任： 李雪峰                    | 河北省革命委员会主任 1971年1月－1979年12月                                  | 繼任： 李尔重                      |
| 中国人民政治协商会议地方委员会   |                                                                             |                                    |
| 前任： 阎达开                    | 中国人民政治协商会议河北省委员会主席 1977年12月－1980年2月                  | 繼任： 尹哲                        |
| 中国人民解放军职务               |                                                                             |                                    |
| 前任： 林铁                      | 中国人民解放军河北省军区政治委员 1966年11月－1967年5月 1971年2月－1980年5月 | 繼任： 李雪峰                      |
| 前任： 李雪峰                    | 中国人民解放军河北省军区政治委员 1966年11月－1967年5月 1971年2月－1980年5月 | 繼任： 金明                        |